# タロン族
タロン族（タロンぞく）は、ミャンマーの少数民族。成人しても身長が110～130センチメートルほどであり、世界で最も小さい種族といわれ有名である。
険しい山岳地帯で狩猟や雑穀の栽培などをして生活していた。大地震による被災が原因で人口が急減、それを補うために同族内婚姻を繰り返したため、生まれた子供の多くが早死した。また、急激な人口減の影響からラワン族をはじめとする他の部族との混血も進み、身体的特徴を残した純粋なタロン族は現在、男性一人（ダウィ）・女性三人の兄弟しか残っておらず、絶滅は避けられないとの見方が強い。